# Giuseppe Brumatti
Giuseppe Brumatti, né le 19 novembre 1948, à Gorizia, en Italie et décédé le 21 janvier 2011, à Gorizia, est un ancien joueur et dirigeant italien de basket-ball. Il évolue durant sa carrière au poste d'arrière. Il est directeur sportif de 1992 à 1994 au Basket Livorno, puis à partir de 2007, à Gorizia.

## Palmarès
- Coupe des coupes 1971, 1972, 1976
- Champion d'Italie 1972
- Coupe d'Italie 1972